# Фредерік Шумба Хапунда
Фредрік Шумба Хапунда (англ. Fredrick Shumba Hapunda) (6 березня 1945) — замбійський педагог, державний діяч, дипломат. Міністр оборони Замбії. Надзвичайний і Повноважний Посол Замбії в Україні за сумісництвом (з 2012)

## Життєпис
Народився 6 березня 1945 року в селі Джамба, Замбія. У 1969 році отримав диплом викладача середньої педагогічної освіти, Nkurumah Teachers College.
З 1966 року — Член Міжпарламентського союзу, Об'єднана національна партія незалежності
У 1969—1973 рр. — викладач, старший викладач, домашній майстер.
У 1973—1975 рр. — заступник директора загальноосвітньої школи Лундазі, Замбія
У 1975—1977 рр. — виконувач обов'язків директора, заступник директора загальноосвітньої школи Munali, Замбія
У 1977—1978 рр. — загальноосвітня школа Лібала, Лусака.
У 1978—1982 рр. — Член парламенту для парламентської конституції Сіавонга.
У 1982 році — Міністр освіти та культури Замбії, Лусака.
У 1982—1985 рр. — міністр праці та соціальних служб
У 1985—1988 рр. — міністр молоді та спорту
У 1988—1989 рр. — міністр загальної освіти, молоді та спорту
У 1989—1990 рр. — міністр оборони Замбії.
З 2012 року — Надзвичайний і Повноважний Посол Замбії в РФ.
З 22 лютого 2012 року — Надзвичайний і Повноважний Посол Замбії в Узбекистані за сумісництвом.
З 6 грудня 2012 року — Надзвичайний і Повноважний Посол Замбії в Україні за сумісництвом. Вручив вірчі грамоти Президенту України Віктору Януковичу.
З квітня 2012 по грудень 2013 — Надзвичайний і Повноважний Посол Замбії в Грузії за сумісництвом
З 22 березня 2013 року — Надзвичайний і Повноважний Посол Замбії у Вірменії за сумісництвом.
З 26 червня 2013 року — Надзвичайний і Повноважний Посол Замбії у Молдові за сумісництвом.
З 1 липня 2013 року — Надзвичайний і Повноважний Посол Замбії у Киргизстані за сумісництвом.
З 22 листопада 2013 року — Надзвичайний і Повноважний Посол Замбії у Азербайджані за сумісництвом.
З 28 листопада 2013 року — Надзвичайний і Повноважний Посол Замбії у Казахстані за сумісництвом.

## Сім'я
- батько — Ілля Матцу Хапунда
- мати — Зефа (Хабасимбі) Хапунда
- Дружина — Елізабет Мангвеле, (8 квітня 1972 р.н.)
- Діти: Козма, Чулве, Чімука, Нчімуня, Касамба, Джала.